# Kunmingella

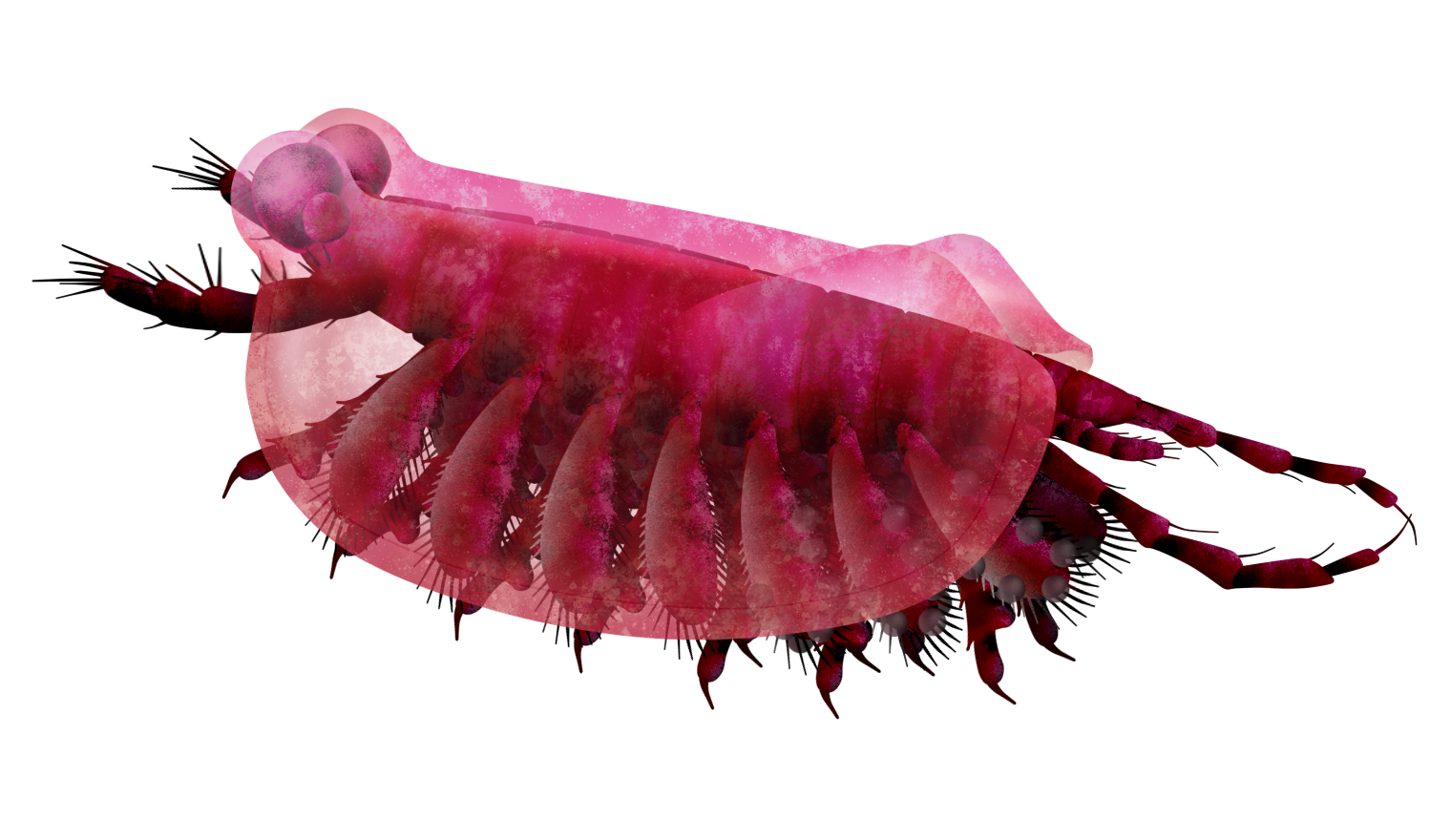
Nachbildung der Kunmingella douvillei

Kunmingella ist eine Gattung ausgestorbener Gliederfüßer. Die Art Kunmingella douvillei ist die häufigste fossil erhaltene Arthropodenart in der Chengjiang-Faunengemeinschaft Chinas, die der zweiten Serie des Kambriums zugeordnet wird.

## Beschreibung
Fossilien von Kunmingella sind etwa 3,5 bis 6 Millimeter lang, sie gehören zu den kleinsten kambrischen Gliederfüßern. Auffallendstes Merkmal ist ein zweiklappiger Carapax, der aus zwei Schalenelementen bestand, die an einer zentralen, im Leben wohl durch ein Ligament zusammengehaltenen Gelenknaht zusammengeklappt werden konnten und dann das Tier einhüllten, ähnlich den rezenten Ostrakoden oder Muschelkrebsen. Der Carapax war glatt oder schwach gekörnelt, nur schwach mineralisiert und dünn, er bestand nicht aus Calcit. Die Tiere können mit zusammengeklappten Schalen, oder seltener, im aufgeklappten Zustand (sog. „Schmetterlings“-Form) erhalten sein. Beim lebenden und aktiven Tier lag der Carapax oben (dorsal), mit den nach unten ragenden Extremitäten konnten sie vermutlich auf der Sedimentoberfläche laufen und auch über ihr frei schwimmen. Auf der Oberseite des Carapax sind als besondere Strukturen eine Reihe von Erhebungen zu erkennen. Eine vorn (anterodorsal) liegende beulen- oder knotenförmige Struktur diente vielleicht dazu, ein zu weites Aufklappen, oder gar Überklappen, der Schalenhälften zu vermeiden. Randlich besaßen die Schalen eine erhöhte, verstärkte Kante, die durch eine seichte Furche abgesetzt war. Im hinteren Teil der Schalen saß ein gerader oder sichelförmig gebogener Lobus.
Von der Unterseite (Ventralseite) ist der dorsal vom Carapax verdeckte, eigentliche Körper des Tieres, nur bei besonders gut erhaltenen Exemplaren, erkennbar, er war nur maximal 1,5 Millimeter breit. Dieser bestand aus zehn Segmenten, von denen fünf dem Kopf und fünf dem Rumpfabschnitt zugeordnet werden. Jedes Segment trug ein Paar Gliedmaßen, wobei die des Kopfs nach vorn, die des Rumpfs nach hinten zeigten. Der Rumpf wurde hinten durch eine kleine dreieckige Spitze ohne Fortsätze abgeschlossen. Der Kopf trug ein Paar sehr große Augen, die auf der Unterseite in Höhe der vorn liegenden (anterodorsalen) Beulen des Carapax saßen. Die ersten Gliedmaßen (Extremitäten), die den ersten Antennen der Krebstiere homolog waren, waren einästig, die folgenden Extremitätenpaare der Segmente zwei bis acht typische, zweiästige Spaltbeine, und die letzten beiden Paare wiederum einästig. Die Antennen bestanden aus fünf Gliedern, von denen die vorderen drei nach vorn aus dem Carapax vorgeschoben werden konnten, sie waren ziemlich kurz. Die Spaltbeine an Kopf und Rumpf waren untereinander ähnlich aufgebaut, sie bestanden aus einem fünfgliedrigen, zum Laufen dienenden Innenast (Endopodit) und einem breit blattförmigen Außenast (Exopodit), der zumindest an den Rumpfgliedmaßen einen breiten Haarsaum trug und zum Schwimmen eingesetzt werden konnte. Die letzten beiden Beinpaare waren abweichend gestaltet. Das vorletzte war lang und konnte nach hinten über den Carapax hinaus vorgestreckt werden, es trug am Ende eine klauenartige Struktur. Das dazwischen sitzende zehnte Beinpaar war erheblich kürzer.

## Entwicklung
Durch einige außergewöhnlich gut erhaltene Fossilien, an deren Beinen noch die angehefteten Eier sichtbar sind, wissen wir, dass Kunmingella Brutpflege betrieb. Die Eier waren an den drei vorderen (zweiästigen) Rumpfextremitäten angeheftet, vermutlich entlang der Außenkanten der Exopodite. Nach der Länge des Carapax von kleinen Exemplaren, die sich in fünf Größenklassen einordnen lassen, schließt man für die weitere Entwicklung auf fünf Larvenstadien. Die ersten beiden Stadien besaßen einen einfachen und ungeteilten kuppelförmigen Schild und waren nur 200 bis 230 Mikrometer lang, die späteren waren, wie die Adulttiere, zweiklappig. Einige gefundene Tiere, die als Larven des vierten Stadiums interpretiert werden, besaßen nicht zehn, sondern nur sieben Extremitätenpaare. Es wurden also während der Lavalphase der Entwicklung noch neue Segmente gebildet (Anamerie oder auch Anamorphose).

## Ökologie
Angenommen wird, dass Individuen von Kunmingella im Leben mit weit geöffnetem, ausgebreiteten Carapax auf der Substratoberfläche umherkrochen oder im bodennahen freien Wasser geschwommen sind, also der benthalen bis benthopelagialen Fauna angehörten. Zur Ernährung ist wenig bekannt, aber aufgrund der wenig spezialisierten Extremitäten vermutet man meist einen Detritusfresser. Kunmingella wurde offensichtlich selbst oft zur Beute kambrischer Räuber (Prädatoren), wie sich an zahlreichen Fragmenten in versteinertem Kot (Koprolithen) annehmen lässt. Welcher Räuber die Tiere jagte, ist naturgemäß so nicht anzugeben, viele vermuten aber die Anomalocarididae.

## Verbreitung
Kunmingella ist fast ausschließlich aus China bekannt, wo Fossilien der Gattung in zahlreichen Lagerstätten häufig sind. Außerhalb Chinas gibt es nur eine Angabe der Gattung, ohne Artzuordnung, aus Sibirien. Beide Gebiete lagen im frühen Kambrium äquatornah, sowohl der sibirische wie der südchinesische Kraton bildeten eigene kleine Kontinente.

## Systematik
Typusart der Gattung und weitaus häufigste Art ist Kunmingella douvillei (Mansuy, 1912). Obwohl von zahlreichen Bearbeitern im Laufe der Jahrzehnte etwa zwei Dutzend weitere Arten beschrieben worden sind, wurden fast alle von ihnen bei einer Revision der chinesischen Bradoriiden mit dieser synonymisiert, so dass heute in der Regel nur noch eine zweite Art anerkannt wird, Kunmingella typica Huo & Shu, 1985. Diese unterscheidet sich von der Typusart durch je einen langen, geraden oder schwach gebogenen Dorn an jeder Carapaxhälfte, der hinten ansitzt und nach unten weist. Die Gattung Kunmingella bildet mit drei anderen, ebenfalls nur aus der zweiten Serie des Kambriums in China bekannten Gattungen, Emeiella, Hanchiangella und Nanchengella, die Familie Kunmingellidae. Diese ist eine der sieben Familien der Bradoriida, einer ausgestorbenen, ehemals weltweit verbreiteten Ordnung der Gliederfüßer. Bradoriida waren im Kambrium häufig, sie treten zu Beginn der zweiten Serie, vermutlich unmittelbar vor den ersten Trilobiten unvermittelt auf, wurden zum Ende des Kambrium selten und starben etwa zur Mitte des Ordovizium aus, möglicherweise aufgrund der Konkurrenz der Muschelkrebse, die etwa um diese Zeit in der fossilen Überlieferung auftauchen.